# Raymond Berenger
Raymond Berenger (Francia, ... – 1374) è stato un Gran Maestro dell'Ordine di Malta dal 1365 fino alla sua morte.
Originario della Francia, non è chiaro se la sua famiglia avesse origini italiane o catalane, fu luogotenente del Gran Maestro Roger de Pins e alla morte di questi ne divenne il successore.
Egli fu Gran Maestro in un periodo in cui ancora infuriavano le lotte tra cristiani e musulmani in Palestina e, recatosi dal Papa Urbano V, organizzò insieme al Re Pietro I un'alleanza contro i Mamelucchi, che avevano capitale ad Alessandria d'Egitto. Partecipò a questi scontri inviando una flotta a nome dell'Ordine contribuendo alla caduta di Alessandria il 3 ottobre 1366.
Sempre sotto la sua guida, l'Ordine riconquistò Tripoli e Tarso in Siria.
Nel 1367 papa Urbano V decise di lasciare Avignone e di tornare con la propria corte a risiedere a Roma e il 18 gennaio 1369 Berenger si recò da papa Gregorio XI e nel 1371 venne nominato Nunzio apostolico a Cipro, carica che mantenne anche con il successore del re di Cipro, Pietro II.
Nel 1373 ottenne il titolo di principe vescovo.